# 卞家大院
卞家大院建于1914年，是二十世纪初天津城里新“八大家”之首卞家宅院，坐落于天津老城的沈家栅栏胡同（今南开区鼓楼北街15号增1），目前为一般保护等级历史风貌建筑。该建筑目前为将星翰墨天津创作基地使用。

## 建筑
卞家大院为1915年前后，卞家第七代卞继昌析产分家前在该址置地修建的宅院。该建筑为砖木结构平房形成的北方传统合院式建筑。建筑为二进四合院，主入口设有条石台阶和垂花门，二进院内部设有木质柱廊，建筑外立面为磨砖对缝青砖清水墙，建筑顶部为硬山青瓦屋面，团寿纹样瓦当。卞家大院目前仍保留有大量的彩绘和寓意四季吉祥的砖雕、木雕。